# Yannick Cahuzac
Yannick Cahuzac (Ajaccio, 18 gennaio 1985) è un allenatore di calcio ed ex calciatore francese, di ruolo centrocampista.

## Carriera
Dopo essere stato capitano del Bastia dal 2010 al 2017, nell'estate 2017, a causa del fallimento della squadra corsa firma un biennale con il Tolosa in Ligue 1.

## Statistiche

### Presenze e reti nei club
Statistiche aggiornate all'8 giugno 2019
| Stagione        | Squadra         | Campionato      | Campionato | Campionato | Coppa nazionale | Coppa nazionale | Coppa nazionale | Coppe continentali | Coppe continentali | Coppe continentali | Altre coppe | Altre coppe | Altre coppe | Totale | Totale |
| Stagione        | Squadra         | Comp            | Pres       | Reti       | Comp            | Pres            | Reti            | Comp               | Pres               | Reti               | Comp        | Pres        | Reti        | Pres   | Reti   |
| --------------- | --------------- | --------------- | ---------- | ---------- | --------------- | --------------- | --------------- | ------------------ | ------------------ | ------------------ | ----------- | ----------- | ----------- | ------ | ------ |
| 2005-2006       | Bastia          | L2              | 7          | 0          | CF+CdL          | 0+1             | 0               | -                  | -                  | -                  | -           | -           | -           | 8      | 0      |
| 2006-2007       | Bastia          | L2              | 20         | 1          | CF+CdL          | 1+0             | 0               | -                  | -                  | -                  | -           | -           | -           | 21     | 1      |
| 2007-2008       | Bastia          | L2              | 33         | 0          | CF+CdL          | 2+1             | 0+1             | -                  | -                  | -                  | -           | -           | -           | 36     | 1      |
| 2008-2009       | Bastia          | L2              | 28         | 0          | CF+CdL          | -               | -               | -                  | -                  | -                  | -           | -           | -           | 28     | 0      |
| 2009-2010       | Bastia          | L2              | 30         | 0          | CF+CdL          | -               | -               | -                  | -                  | -                  | -           | -           | -           | 30     | 0      |
| 2010-2011       | Bastia          | CN              | 27         | 1          | CF+CdL          | 0+3             | 0               | -                  | -                  | -                  | -           | -           | -           | 30     | 1      |
| 2011-2012       | Bastia          | L2              | 30         | 0          | CF+CdL          | 1+1             | 0               | -                  | -                  | -                  | -           | -           | -           | 32     | 0      |
| 2012-2013       | Bastia          | L1              | 19         | 0          | CF+CdL          | 2+1             | 0               | -                  | -                  | -                  | -           | -           | -           | 22     | 0      |
| 2013-2014       | Bastia          | L1              | 29         | 0          | CF+CdL          | 2+1             | 0               | -                  | -                  | -                  | -           | -           | -           | 32     | 0      |
| 2014-2015       | Bastia          | L1              | 21         | 1          | CF+CdL          | 0+3             | 0               | -                  | -                  | -                  | -           | -           | -           | 24     | 1      |
| 2015-2016       | Bastia          | L1              | 31         | 2          | CF+CdL          | -               | -               | -                  | -                  | -                  | -           | -           | -           | 31     | 2      |
| 2016-2017       | Bastia          | L1              | 29         | 1          | CF+CdL          | -               | -               | -                  | -                  | -                  | -           | -           | -           | 29     | 1      |
| Totale Bastia   | Totale Bastia   | Totale Bastia   | 304        | 6          |                 | 19              | 1               |                    | -                  | -                  |             | -           | -           | 323    | 7      |
| 2017-2018       | Toulouse        | L1              | 19         | 0          | CF+CdL          | 2+2             | 0               | -                  | -                  | -                  | -           | -           | -           | 23     | 0      |
| 2018-2019       | Toulouse        | L1              | 23         | 1          | CF+CdL          | 2+1             | 0               | -                  | -                  | -                  | -           | -           | -           | 26     | 1      |
| Totale Toulouse | Totale Toulouse | Totale Toulouse | 42         | 1          |                 | 7               | 0               |                    | -                  | -                  |             | -           | -           | 49     | 1      |
| 2019-2020       | Lens            | L2              | -          | -          | CF+CdL          | -               | -               | -                  | -                  | -                  | -           | -           | -           | -      | -      |
| Totale carriera | Totale carriera | Totale carriera | 346        | 7          |                 | 26              | 1               |                    | -                  | -                  |             | -           | -           | 372    | 8      |

## Palmarès

### Club

#### Competizioni nazionali
- Campionato francese di seconda divisione: 1

Bastia: 2011-2012
- Championnat National: 1

Bastia: 2010-2011